# SOFEL
SOFEL Co., Ltd (SOFtware Engineering Laboratory) est une société japonaise de technologie de l'information fondée en 1979 et basée à Tokyo. Une branche américaine, SOFEL Corp. basée à Los Angeles, a été en établie en 1981. La société était active dans le domaine du jeu vidéo entre 1987 et 1994, avant de se retirer de ce secteur.

## Liste des jeux (partielle)
- Série Casino Kid[4]
- Dragon Fighter (1992, NES)
- Mr. Nutz (1994, Super Nintendo)[5]